# Альто-Віста
Каплиця Альто-Віста (нід. Alto Vista-kapel) — невелика католицька каплиця в Арубі, розташована на північний схід від міста Ноорд. Є першою католицькою церквою на Карибських островах, побудована 1750 року іспанським місіонером Домінго Антоніо Сильвестре. Щороку в жовтні віряни здійснюють паломництво до каплиці.

## Історія
Каплиця була першою католицькою церквою, яку побудував для індіанців іспанський місіонер Домінго Антоніо Сільвестре, який прибув до Аруби з Коро (Венесуела). У селі Альто-Віста (приблизний переклад - "висота пташиного польоту") він навчав місцеве населення користуванню розарієм. 1750 року він здійснив план щодо побудови першої арубанської каплиці з кам'яними стінами та солом'яним дахом.
Після смерті Домінго Антоніо турбота про церкву лягла на Мігеля Енріке Альбареса, а потім на Домінго Бернадіньо Сільвестре (син Домінго Антоніо Сільвестре). При ньому село Альто-Віста вразила чума, і багато людей, що вижили, переїхали в місто Ноорд, де побудували церкву Святої Анни з дерев'яним вівтарем. 1816 року спорожнілу каплицю Альто-Віста закрили й розібрали. Старий іспанський хрест, який узяв на збереження Габріель Руїс, зберігся, надалі переходячи з рук у руки Марії Джоанні Руїс, Магдалені Люйденс і Францисці Енрікес Лакле.

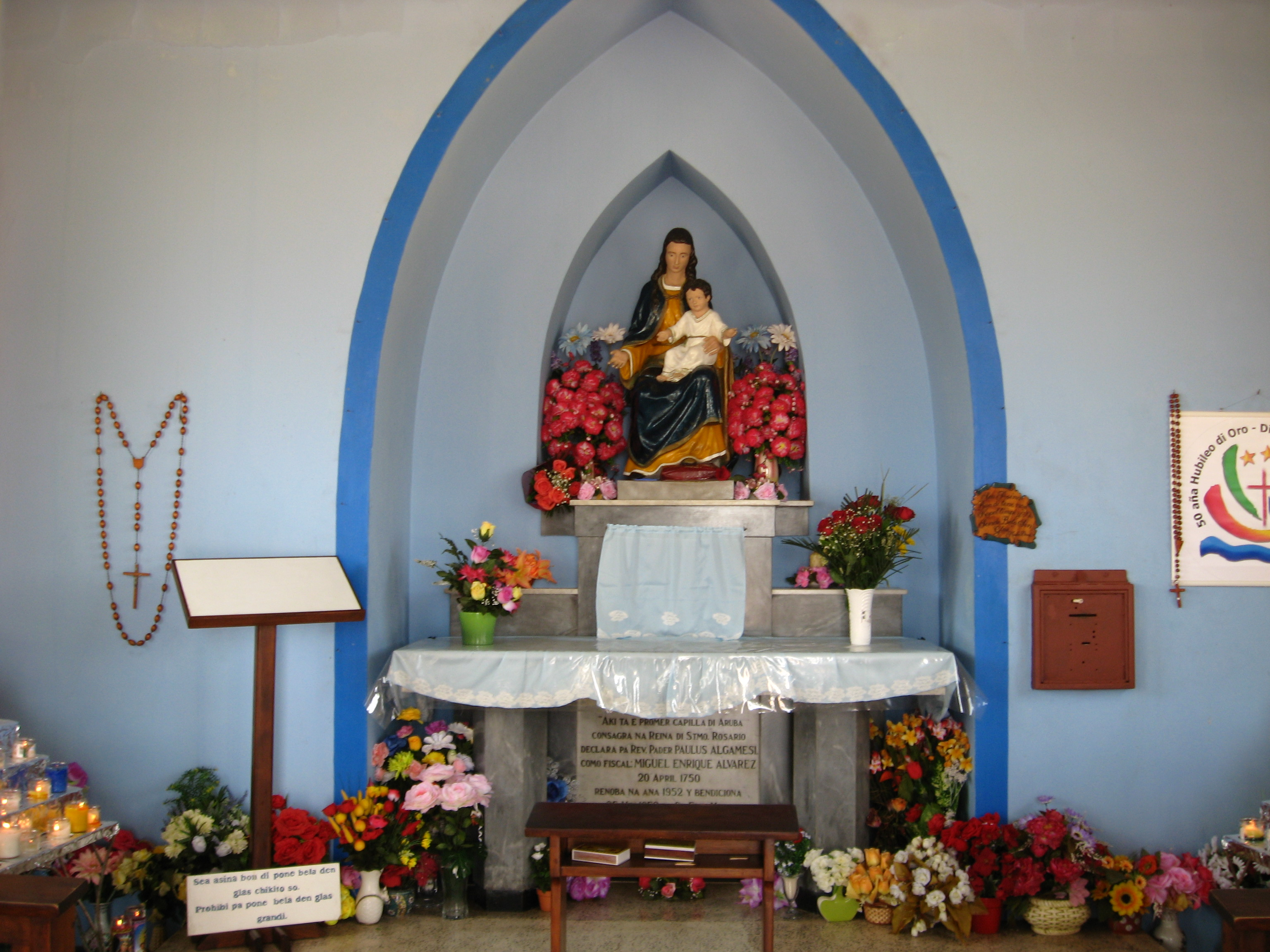
Інтер'єр каплиці

Франциска Енрікес Лакле була директоркою школи й під час практики зі своїми ученицями на місці старої каплиці натрапила на зображення святої Марії, квіти та залишки свічок, що говорило про те, що населення продовжувало шанувати історичну каплицю. Вона організувала збирання коштів на острові. Після відмови єпископа Кюрасао, мотивованої відсутністю потреби в другій церкві, вона змогла до 1950 року зібрати 5000 флоринів і поїхала до Нідерландів. Там під її наглядом побудовано статую діви Марії. Через рік статую доставлено на острів і поміщено до церкви Святої Анни. У результаті будівництво каплиці Альто-Вісти отримало благословення єпископа і завершено в травні 1952 року.
1954 року статую прикрашено золотою короною і 78 дорогоцінними каменями завдяки пожертвам населення Аруби. 1997 року статую зруйновано.